# Dryptodon cribrosus
Dryptodon cribrosus là một loài Rêu trong họ Grimmiaceae. Loài này được Brid. mô tả khoa học đầu tiên năm 1826.